# Pierre Raymond Hector d'Aubusson
Pour les articles homonymes, voir Aubusson et Feuillade (homonymie).
Pierre Raymond Hector, comte d'Aubusson de La Feuillade, marquis de Castelnouvel, né à Varetz le 11 janvier 1765, mort à Paris le 7 mars 1848, est un diplomate et homme politique français.

## Biographie
Pierre Raymond Hector, comte d'Aubusson de La Feuillade est le fils cadet de Pierre Armand, chevalier d'Aubusson, marquis de Castelnouvel, mousquetaire du Roi (1717-1797) et de Catherine Poussemothe de l'Etoile.
Il est issu de la Maison d'Aubusson, une ancienne famille de la Noblesse d'Auvergne qui a compté un évêque-prince de Metz et deux maréchaux de France sous la monarchie, famille dont il sera le dernier représentant.
Sous le Premier Empire, il est chambellan de l'impératrice Joséphine, ministre plénipotentiaire auprès de la reine Marie-Louise d'Étrurie (1806), et ambassadeur près de Joseph Bonaparte, roi de Naples.
Il avait présidé, entre ces deux missions, le collège électoral de la Corrèze. Il est fait comte de l'Empire en 1809.
Démissionnaire au retour des Bourbons, à la première Restauration, en avril 1814, il est nommé par Napoléon Ier, pendant les Cent-jours, le 2 juin 1815, à la chambre des Pairs des cent-jours. Il s'y oppose aux mesures de sûreté générale proposées le 26 juin 1815, en déclarant « qu'il serait préférable de vivre en Turquie, sous le joug d'un pacha ». Son mandat prend fin au bout d'un mois, avec la chute de Napoléon, le 7 juillet 1815.
Il est aussi maire de Riberpré, aujourd'hui le Thil-Riberpré (Seine-Maritime), commune dont son épouse a hérité l'ancien domaine seigneurial.
La seconde Restauration, en juillet  1815, l'éloigne de la politique.
Le 19 novembre 1831, il est nommé par Louis-Philippe à la chambre des pairs, où il vote avec la majorité ministérielle. Il y siège jusqu'à la Révolution de février 1848 et meurt quelques jours après celle-ci.

### Récapitulatifs

#### Titre
- Comte d'Aubusson de La Feuillade et de l'Empire (décret du 15 août 1809, lettres patentes signées à Paris le (31 janvier 1810[3]).
- Marquis de Castelnouvel[4]

#### Distinctions
| Officier de la Légion d'Honneur |

- Officier de la Légion d'honneur[1],[4][Quand ?]

#### Armoiries
| Image | Armoiries |
| ----- | --- |
|       | Armes du comte d'Aubusson de La Feuillade et de l'Empire D'or à la croix ancrée de gueules franc-quartier des comtes ministres à l'extérieur. - Livrées : les couleurs de l'écu. |
|       | Le même, pair de France D'or, à la croix ancrée de gueules. - Casque timbré d'une couronne ducale.                                                                               |

### Mariage et descendance
- Pierre d'Aubusson de La Feuillade épouse, le 12 février 1791 à Paris, Agathe Renée de La Barberie ( Paris, 12 novembre 1772 - Florence, 22 mai 1803), dame de Reffuveille, fille de Jacques Augustin de La Barberie, seigneur de Reffuveille, maréchal des camps et armées du Roi, lieutenant au régiment des Gardes-françaises (1734-1794), et d'Elisabeth Le Clerc de Grandmaison, dame de Riberpré (1748-1774). Il en a :
  - Augustin Pierre d'Aubusson de La Feuillade (Paris, 26 avril 1793 - 21 décembre 1842)[4], comte de La Feuillade, officier de la Légion d'honneur[6], colonel du 17e régiment d'infanterie de ligne, marié, le 27 mars 1821 à Paris, avec Blanche Catherine Rouillé de Boissy (Paris, 12 mai 1802 - Auteuil, 30 novembre 1855), fille de Hilaire Rouillé du Coudray (1765-1840), marquis de Boissy et pair de France (Chambre des pairs), et de Catherine d'Aligre. Dont :
    - Marie Catherine Augustine d'Aubusson de La Feuillade (23 septembre 1824 - 27 juillet 1862), mariée, le 17 mai 1840 avec Marc René (1816-1883), prince de Beauvau-Craon, dont postérité ;
    - Henriette Pauline Noémie d'Aubusson de La Feuillade (Paris, 12 janvier 1826 - Paris, 15 mars 1904), mariée le 4 juillet 1842, Paris, 75, avec Gontran de Bauffremont-Courtenay (1822-1897), duc de Bauffremont, dont postérité ;

  - Henriette Blanche d'Aubusson de La Feuillade (1795 - Paris, 5 décembre 1835), mariée, le 12 juillet 1812, avec Auguste Jean-Gabriel, baron de Caulaincourt (1777-1812). Fidèle à la mémoire de son mari tué à la bataille de la Moskowa (7 septembre 1812), la jeune veuve ne se remariera jamais.
  - Marie Catherine Amanda d'Aubusson de La Feuillade (Chateau de Riberpré , 4 juin 1798, 16 prairial an VII  - Paris, 28 avril 1854), mariée, le 27 mars 1821 à Paris, avec Gaston François Félix Christophe Victor de Lévis (1794-1863), 3e duc de Lévis-Ventadour

Veuf, Pierre d'Aubusson se remarie, le 10 octobre 1821 à Paris, avec Jeanne Pauline Randon de Pully (Château de Pully (Lailly-en-Val), 12 janvier 1776 - Paris, 21 mai 1859), fille de Charles Joseph Randon, comte de Pully (1751-1832) et veuve de Louis Greffulhe (père de Jean-Henry-Louis Greffulhe), sans postérité.

## Pour approfondir